# Động đất Caraga 2023
Động đất Caraga 2023 là trận động đất xảy ra vào lúc 22:37 (theo giờ địa phương), ngày 2 tháng 12 năm 2023. Trận động đất có cường độ 7,6 Mww (theo USGS) hoặc 7,4 Mw (theo PHIVOLCS), tâm chấn độ sâu khoảng 32,8 km. Sau trận động đất, Trung tâm Cảnh báo sóng thần Thái Bình Dương, Viện Nghiên cứu Núi lửa và Địa chấn Philippines và Cục Khí tượng Nhật Bản đã phát cảnh báo sóng thần. Hậu quả trận động đất đã làm 3 người chết, 67 người bị thương, 9 người mất tích.

## Động đất
Theo Cục Khảo sát Địa chất Hoa Kỳ, trận động đất có cường độ 7.6 richter với thang đo Mercalli MMI VII (Rất mạnh). Trong khi Viện Nghiên cứu Núi lửa và Địa chấn Philippines (PHIVOLCS) đo được cường độ địa chấn là 7.4 richter với thang đo mức V (mạnh), tâm chấn nằm ngoài khơi thành phố Bislig và Cabadbaran, Philippines.

## Sóng thần

### Trung tâm Cảnh báo sóng thần Thái Bình Dương
Trung tâm Cảnh báo sóng thần Thái Bình Dương (PTWC) đã phát tín hiệu cảnh báo sóng thần sau khi động đất xảy ra. Cụ thể, chiều cao sóng thần có thể đạt 1–3 m tại Philippines; 0,3–1 m tại Palau; và dưới 0,3 m tại Samoa thuộc Mỹ, Trung Quốc, Hàn Quốc, Polynesia, Micronesia, quần đảo Hawaii, Indonesia, Nhật Bản, Đài Loan, Malaysia.

### Viện Nghiên cứu Núi lửa và Địa chấn Philippines
Viện Nghiên cứu Núi lửa và Địa chấn Philippines (PHIVOLCS) đã phát cảnh báo sóng thần cho hai khu vực Surigao del Sur và Davao Oriental.

### Cục Khí tượng Nhật Bản
Vào lúc 23:27 (theo giờ địa phương), ngày 2 tháng 12, Cục Khí tượng Nhật Bản và NHK đã phát cảnh báo sóng thần tại Chiba (bờ biển Uchibo), quần đảo Izu, quần đảo Ogasawara, Shizuoka, Aichi (giáp Thái Bình Dương), phía Nam tỉnh Mie, Wakayama, Tokushima, Kōchi, Miyazaki, bờ biển phía Đông của tỉnh Kagoshima, Miyako-jima, quần đảo Yaeyama. Dự báo các khu vực trên, chiều cao sóng thần có thể lên đến 1 m.
Lúc 3:19, ngày 3 tháng 12 (theo giờ địa phương), JMA mở rộng cảnh báo sóng thần đến quần đảo Amami và Tokara. Một cơn sóng thần cao 40 cm đã được ghi nhận tại đảo Hachijō-jima.
Vào lúc 9:00, JMA đã gỡ bỏ cảnh báo sóng thần, nhưng vẫn khuyến cáo mực nước thủy triều có thể thay đổi.